# Fiskdammen, Halland
Fiskdammen är en sjö i Hylte kommun i Halland och ingår i Nissans huvudavrinningsområde.